# Покровский монастырь (Балахна)
Покровский монастырь — упразднённый мужской монастырь в городе Балахна. Был основан в первой половине XVI века иеромонахом Пафнутием. В 1552 году Иван Грозный дал монастырю жалованную грамоту, в этом же году была построена каменная шатровая Никольская церковь. В середине XVII века вместо деревянной была построена каменная Покровская церковь.
В XVIII веке из-за упадка соляного промысла монастырь оскудел, а в 1783 году был упразднён.

## Никольская церковь

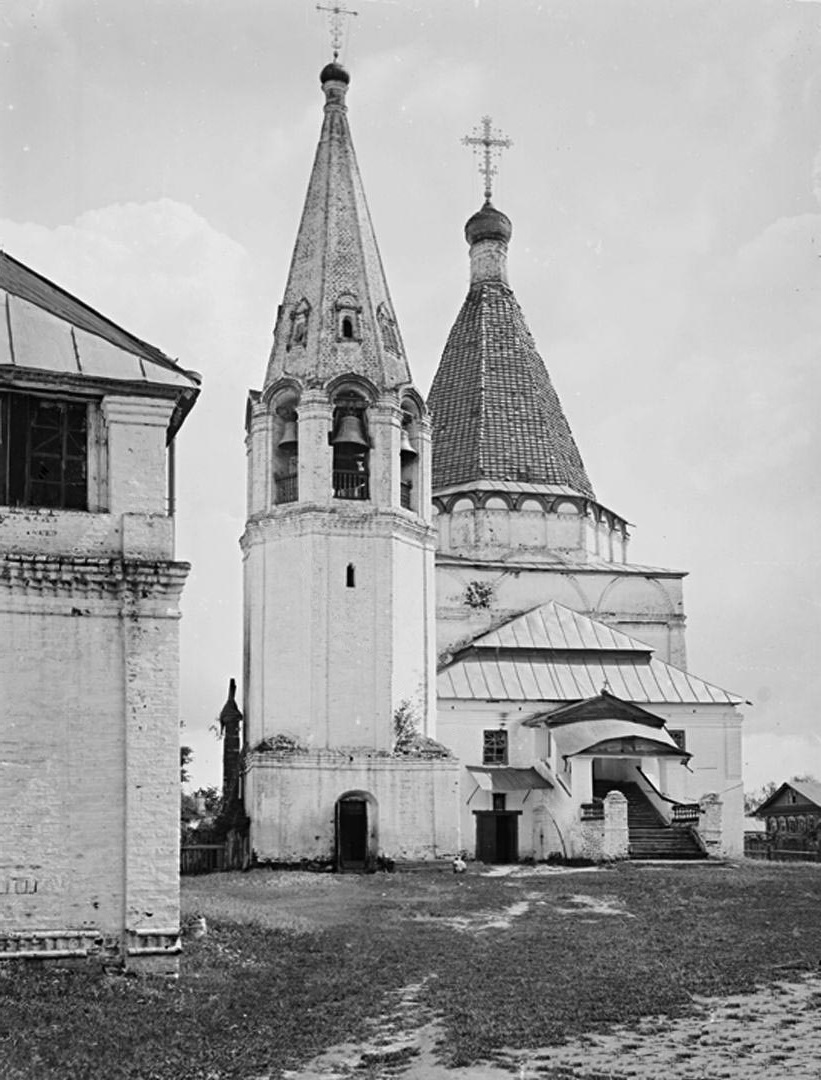
Общий вид Никольской церкви. 1894 год. Фото Максима Дмитриева

Церковь в честь святого Николая Чудотворца — самый древний каменный храм Нижегородской епархии. Построена в 1552 году по приказу Ивана IV Грозного в честь взятия русскими войсками Казани. До закрытия церкви в 1917 году в ней находилась чудотворная Богородичная икона «Одигитрия».
В советское время в здании церкви находились цеха молокозавода, затем жилые помещения. Последние несколько лет в храме располагались запасники Балахнинского краеведческого музея. Возвращена верующим в 2008 году, 19 декабря того же года состоялась первая Божественная литургия.
В Никольской церкви пребывают вновь обретённые в 2011 году мощи основателя обители иеромонаха Пафнутия.
В 2015 году в первый день Успенского поста — 14 августа — был освящён храм в честь преподобного Сергия Радонежского. Чин Великого освящения храма, расположенного в подклете Никольской церкви, в день своего рождения возглавил митрополит Нижегородский и Арзамасский Георгий.

## Покровская церковь
Построена в середине 1648 года. В 1903 году в церкви литургисал Иоанн Кронштадтский. С 1908 года в церкви служил протоиерей Петр Новосельский, расстрелянный в 1937 году и причисленный к лику священномучеников.
Покровская церковь закрыта в 1937 году, с 1950 года в церкви располагался краеведческий музей. 14 октября 2009 года был отслужен первый за многие десятилетия молебен. Его совершил настоятель Никольского храма иеромонах Александр Ионов.
В августе 2010 года передана Нижегородской епархии. 14 октября 2010 года в праздник Покрова Пресвятой Богородицы была совершена первая со времени закрытия храма Божественная литургия. Благочинному Балахнинского округа протоиерею Виктор Софронов сослужил настоятель Покровской церкви протоиерей Роман Сосинович.
В феврале 2011 года группа архитекторов из Владимира выполнила обмеры внутренних помещений Покровского храма, а в мае провели внешние обмеры здания и осмотрели конструкции церкви. При осмотре выяснилось, что своды основного четверика храма не обрушились во время пожара 1690 года, как считалось ранее, а остались целыми, но имеют множественные сквозные трещины.
10 апреля 2018 года, в Светлый вторник, митрополит Георгий совершил чин освящения крестов и куполов.

## Настоятели
Настоятели Прихода церкви в честь Святителя Николая Чудотворца:
- с 15 июня 2009 года иеромонах Александр (Ионов)[7][8],
- с 16 апреля 2010 года иерей Алексей Калугин[9],
- с 14 сентября 2010 года протоиерей Роман  Сосинович[10].
- с 1 июня 2011 года архимандрит Александр (Лукин)